# Râul Daia, Secaș
Râul Daia este un curs de apă, afluent al râului Secaș. 